# Francesco Vecellio
Francesco Vecellio (né à Pieve di Cadore vers 1475 /1483 et mort dans la même ville en 1559 ou 1560) est un peintre vénitien de la Renaissance italienne. Il est le frère aîné et proche collaborateur du peintre Tiziano Vecellio (« Titien »).

## Biographie
Francesco Vecellio est né à Pieve di Cadore, dans la république de Venise, entre 1475 et 1483 .Il est le frère aîné et collaborateur du peintre Tiziano Vecellio (« Titien »). En tant que soldat, il a combattu dans les batailles de Vienne et de Vérone. Comme peintre  il peint en 1530 les volets de l'orgue de l'église de San Salvador à Venise. À partir de 1534, il travaille comme graveur sur bois. Il a peint une Annonciation pour San Nicola di Bari, conservée à la Gallerie dell'Accademia,.
Francesco Vecellio est mort à Pieve di Cadore en 1559 ou 1560.

## Œuvres

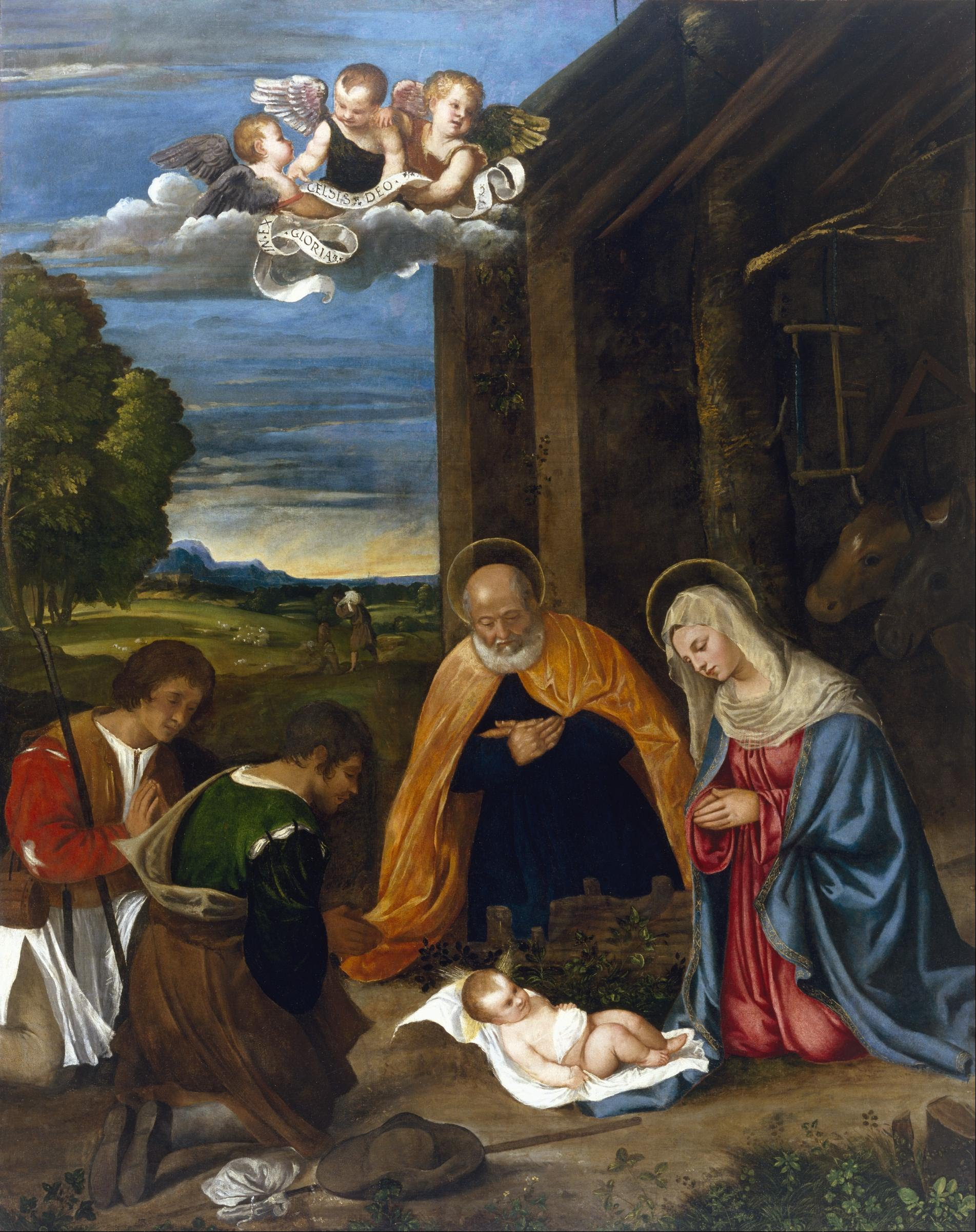
Nativité, Musée des Beaux-Arts de Houston.
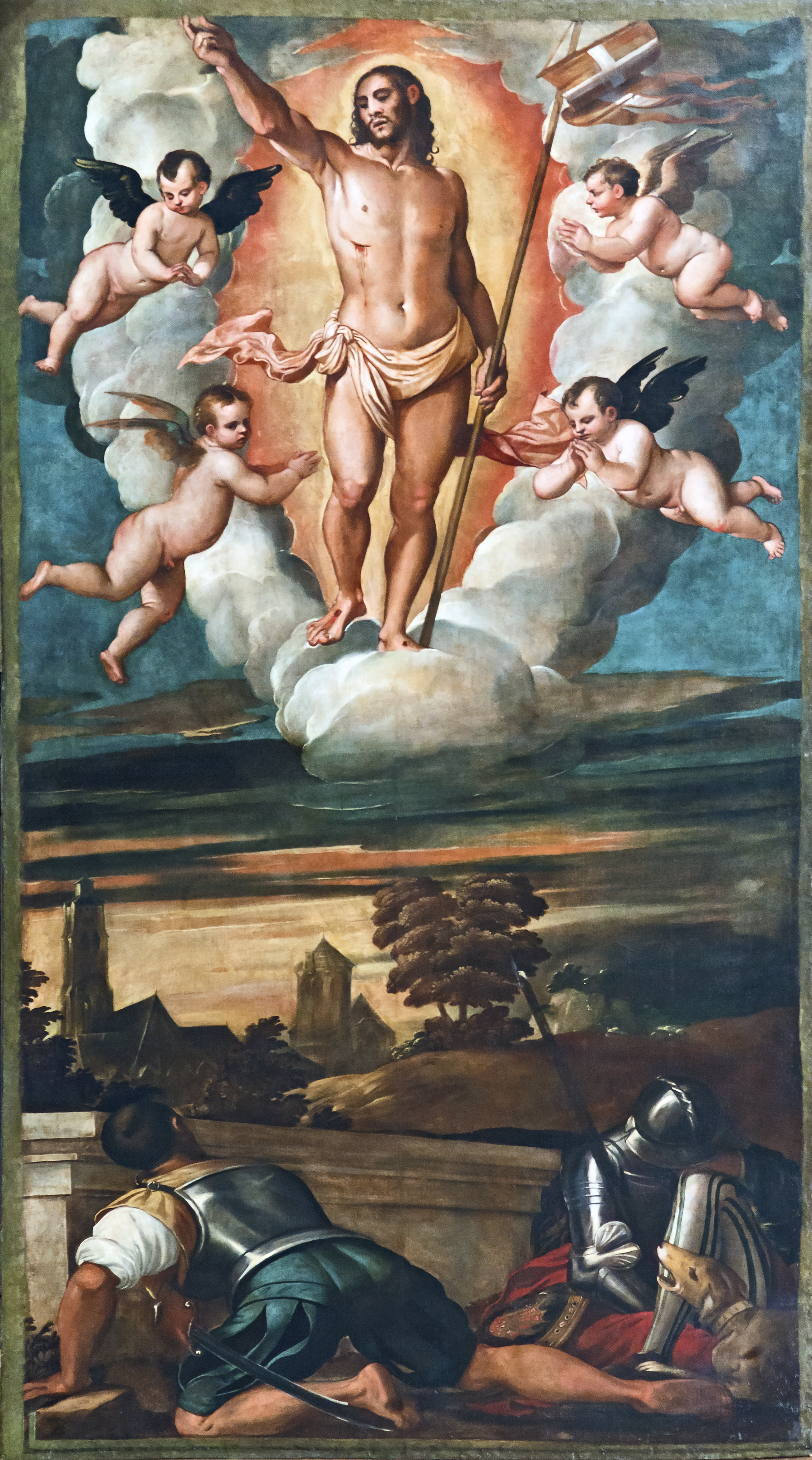
Résurrection ,  Église San Salvador Venise.
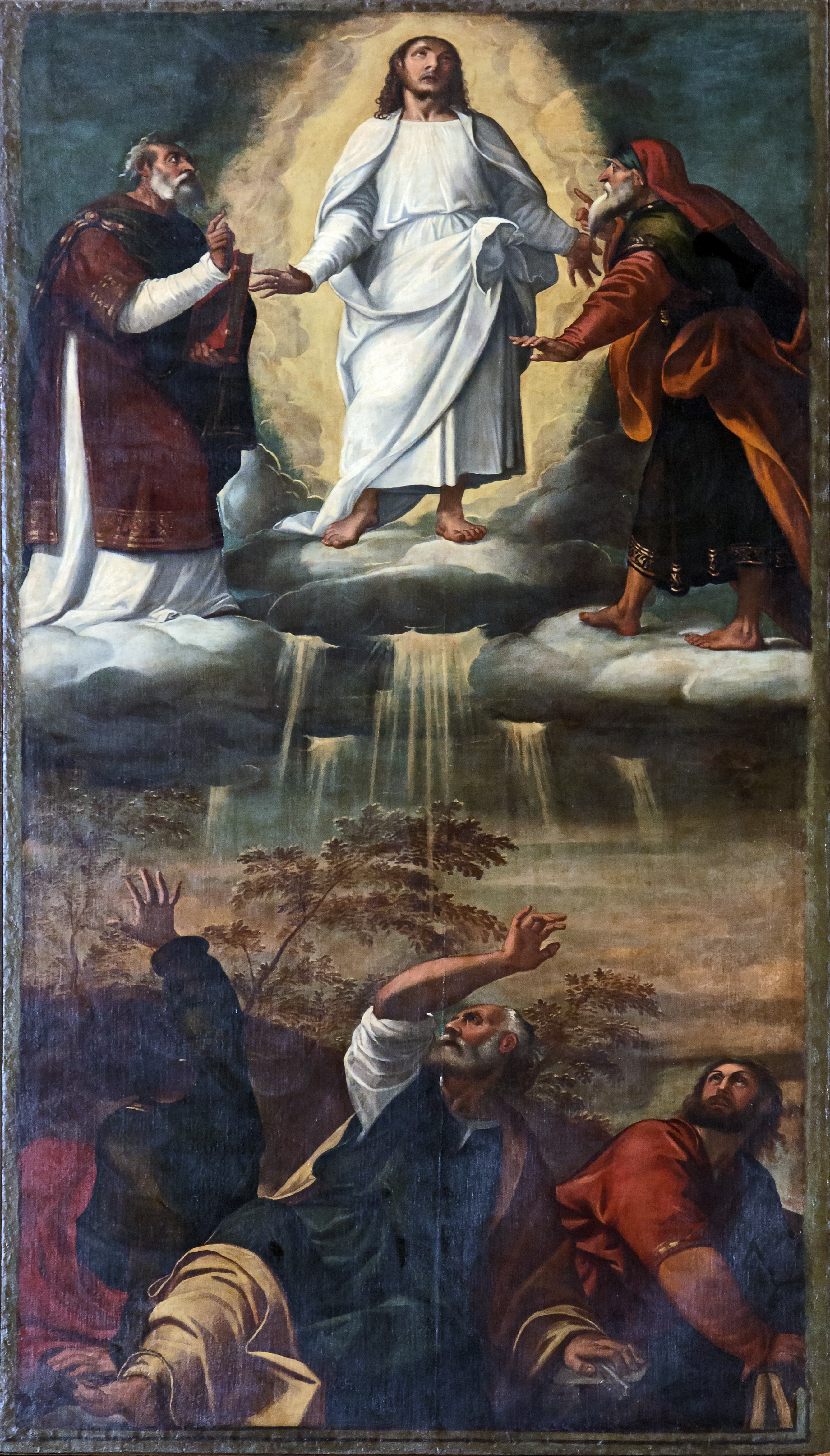
Transfiguration, Église San Salvador, Venise.
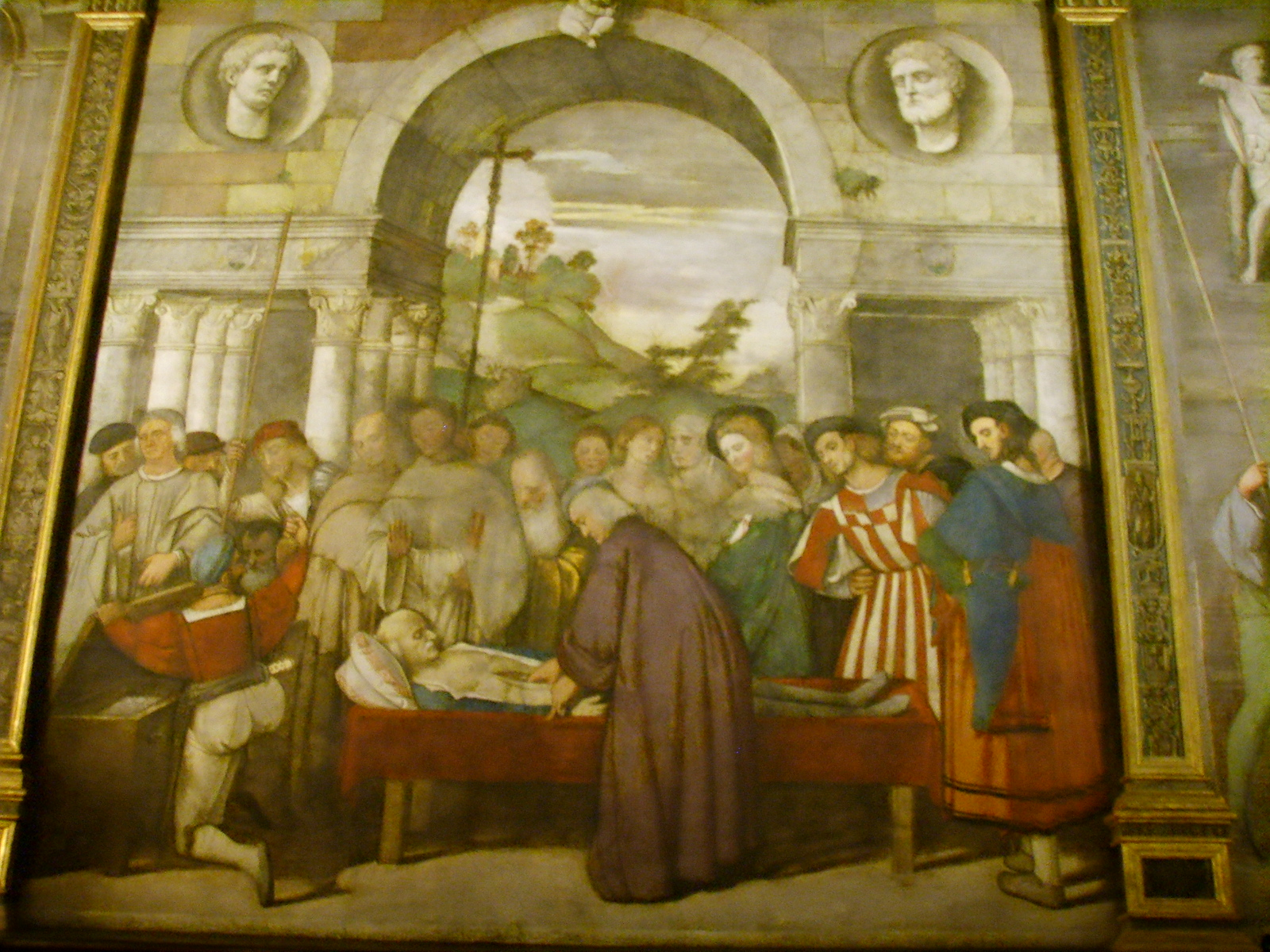
Saint Antoine de Padoue trouvant le cœur de l'usurier dans le coffre-fort., (attribution) Scuola del Santo, Padoue.